# Muhammad Umar Hayat
Muhammad Umar Hayat (ur. 22 września 1996) – pakistański piłkarz występujący na pozycji obrońcy w pakistańskim klubie WAPDA oraz w reprezentacji Pakistanu.

## Kariera reprezentacyjna
4 września 2018 zadebiutował w reprezentacji Pakistanu w meczu fazy grupowej Mistrzostw SAFF 2018 przeciwko Nepalowi (1:2). W czerwcu 2019 został powołany na mecze eliminacji do Mistrzostw Świata 2022.

## Statystyki

### Reprezentacyjne
(aktualne na dzień 15 grudnia 2019)
| Reprezentacja | Rok     | Mecze | Bramki |
| ------------- | ------- | ----- | ------ |
| Pakistan      | 2018    | 3     | 0      |
| Pakistan      | 2019    | 2     | 0      |
| Pakistan      | Ogólnie | 5     | 0      |

| 1. | 04.09.2018 | Dhaka, Bangladesz    | Nepal     | 1:2 |  | Mistrzostwa SAFF 2018 |
| 2. | 16.11.2018 | Ar-Ram, Palestyna    | Palestyna | 2:1 |  | Mecz towarzyski       |
| 3. | 16.12.2018 | Doha, Katar          | Palestyna | 2:0 |  | Mecz towarzyski       |
| 4. | 06.06.2019 | Phnom Penh, Kambodża | Kambodża  | 2:0 |  | el. MŚ 2022           |
| 5. | 11.06.2019 | Doha, Katar          | Kambodża  | 1:2 |  | el. MŚ 2022           |